# اینتراویل
اینتراویل (انگلیسی: InterOil) شرکت نفت و گاز نروژی است، که در سال ۲۰۰۵ تأسیس شد.